# カルメン・ミランダ
カルメン・ミランダ（Carmen Miranda、1909年2月9日 - 1955年8月5日）は、ポルトガル生まれのブラジル人サンバ歌手、ダンサー、ブロードウェイ女優、映画スターであり、1940年代、1950年代に人気を博した。
ブラジルでの歌手、女優としての経歴を確立した後、リー・シュバートが、1939年ミランダおよび彼女のバンドとの契約にサインした。彼女は、1939年7月にアメリカでデビューし、後に映画キャリアを求めハリウッドに居を移している。“ブラジルの爆弾”と称され、1943年映画“ギャングズ・オール・ヒア”（英語版）で被ったミランダのフルーツハットは有名である。1945年迄に、彼女はアメリカ合衆国に於いて最高給取りの女性となった。ミランダは、1940〜1953年の間に計14本のハリウッド映画に出演した。優秀なパフォーマーとして認知されるが、第二次世界大戦の終り迄には彼女の人気は落ちてゆく。彼女はその後自身が構築したお馴染みの“ブラジルの爆弾”イメージを不快に感じるようになり、その打破を試みたが大きな成功は収めていない。1955年8月4日、ジミー・デュランテ・ショーのエピソードの収録中、ミランダに軽度の心臓発作が起きた。彼女はショーを終えたが、2度目の心臓発作後、翌朝（5日）死亡した。

## 若年期
カルメン・ミランダは、ポルトガル北部の基礎自治体マルコ・デ・カナヴェセスの農村ヴァルセア・ダ・オヴェーリャ・エ・アリヴィアダでマリア・ド・カルモ・ミランダ・ダ・クーニャとして誕生した。彼女は、ジョゼ・マリア・ピント・ダ・クーニャ（1887年2月17日 -  1938年6月21日）とマリア・エミリア・ミランダ（1886年3月10日 - リオデジャネイロ、1971年11月9日）の次女であった。彼女が10ヵ月だった1909年、彼女の父は単独でブラジルのリオデジャネイロに移住し、理容室を開業した。母親は娘のオリンダとマリア・ド・カルモを相次いで授かる。後のカルメンとなるマリア・ド・カルモは一度もポルトガルに戻ることはなかったが、ポルトガル国籍を維持した。ブラジルで、更にアマロ（1911）、セシリア（1913）、アウロラ（1915 - 2005）とオスカル（1916）の4人の子供を授かった。彼女は、父のオペラ・コミックに対する愛情およびビゼーの代表作カルメンに因んで、カルメンと命名された。オペラに対するこの情熱は、彼の子供と若い頃のカルメンの歌・踊りに対する愛情に影響を与えた。彼女は、聖リジューのテレーズ修道院に通った。父は、彼女の芸能界入りに反対した。しかしながら、カルメンがラジオ番組のオーディションを受けた事を父が知った際、母は彼女を支援し、父からは暴力を受ける。彼女は、リオのパーティーやフェスティヴァルで唄った。彼女の姉のオリンダは結核を患い、治療のためポルトガルに送られた。カルメンは、姉の医療費を賄うため、14歳でネクタイ屋で働いた。次にブティックで働き、そこで帽子造りを学び、自身の帽子屋を開業し、利益を得た。

## 経歴

### 早期
ミランダは作曲家ジョズエ・デ・バロスに紹介・見出され、彼は1929年ドイツのレコーディング会社ブルンスウィックで彼女の最初のアルバムをレコーディング・プロモートした。1930年、彼女はブラジルの貴重な歌手として知られるようになり、1933年ラジオ・メイリング・ベイガと2年契約を結び、ブラジルのラジオ業界史における初の契約歌手となった。1934年、彼女はブエノスアイレスのラジオ・ベルグラノのゲスト出演者として招かれた。最終的に、ミランダはRCAレコードとのレコーディング契約にサインした。ニューヨークのブロードウェーでのショーへの招待前、彼女は10年間サンバ歌手としての経歴を積み重ねた。当時の他の人気歌手と同様に、ミランダは、ブラジルの記録映画“ア・ボズ・ド・カルナバル”（1933年）にてスクリーン・デビューを果たした。二年後“アロ、アロ、ブラジル”というタイトルの初の長編映画出演となった。しかし、映画好きの心に彼女が植えつけられるようになったのは1935年公開の映画“アステュダンテス”であった。1936年公開の映画“アロ、アロ、カルナバル”で、有名な“カントラス・ド・レディオ”を姉オーロラと初めて演じた。

### アメリカのステージおよび映画
リオでとある彼女の舞台を見た劇場のオーナーであるリー・シュバートは、ミランダと彼女のバンドバンド・ダ・ルアとの契約にサインした。1939年、ミランダは遠洋定期船SSウルグアイにてブラジルから出航し、5月18日にニューヨークに到着した 。彼女は、1939年6月19日“ストリート・オブ・パリ”にてアボットとコステロの相手役を演じアメリカでのステージ・デビューを果たした。彼女のパートは少なかった（彼女は4語を話すのみ）が、ミランダは良好な評価を受け、メディアの寵児となった。彼女の名声は急速に伸び、到着直後にホワイトハウス晩餐会でフランクリン・D・ルーズベルト大統領に対し正式に公演した。彼女は、ラテンアメリカとヨーロッパとの繋がりを強化するためのルーズベルト大統領の善隣政策の一部として、米国政府が奨励していた。こう云った方策がアメリカ国民の受けが良いと考えられていたためである。1940年、20世紀フォックスは『遥かなるアルゼンチン』（ドン・アメチーとベティ・グレイブル主演）の出演1回分の契約を彼女と結んだ。彼女は自身の上演に対し良好な評価を得、フォックスは彼女との長期映画契約を結んだ。

### 批判
アメリカ合衆国でミランダの人気が上昇し続ける一方、彼女はブラジル人の支持を失い始めた。1940年7月10日、彼女はブラジルに帰国しファンの声援で歓迎されたが、彼女の到着直後、ブラジルのプレスはアメリカの商業主義に屈したミランダを非難し、ブラジルにとってマイナスのイメージを投げ掛け始めた。上流階級の人々は、彼女のイメージが“黒”と感じ、あるブラジルの新聞は“不味い黒サンバを唄う”と非難した。その他ブラジル人は、アメリカ到着時に受けたインタビューで“ラテンアメリカの女性”の固定観念を誇張しているとし、非難した。ニューヨーク・ワールド・テレグラムによるインタビューにおいて、ミランダは当時の限られた英語の知識について話し、“お金、お金、お金。私は英語で20単語しか話せない。お金、お金、お金、万歳！”と言った。7月15日、彼女はブラジルのファースト・レディ、ダルシ・バルガス主催のチャリティ・コンサートに出演した。このコンサートは、ブラジルの上流階級が参加した。彼女は英語で聴衆を歓迎したが、沈黙した反応となった。ミランダがクラブ公演“ザ・サウスアメリカン・ウェイ”での1曲を歌い始めた際、聴衆は彼女をやじり始めた。彼女は舞台を終えようとしたが諦め、観客がやじり終えた後あと、ステージを後にした。この出来事はミランダを深く傷つけ、彼女は着替室で号泣した。翌日、ブラジル紙は“あまりにもアメリカ化されてしまった”と彼女を非難した。数週間後の1940年9月2日、ミランダはポルトガル語の歌“ Disseram QUE Voltei Americanizada”（または“They Say I've Come Back Americanized”、邦題：『アメリカかぶれしたと言われるけれど』）を録音して批判に応じた。このような曲を唄わざるを得ないほど、当時の彼女に対する批判は凄まじかったと云うことなのだろう。彼女の唄いぶりも、フレーズを崩しながら独特の“ボサ”感覚を引き出そうとしてはいるものの、節回しに以前のような余裕が無く、聞き手とのコミュニケーションが取れないことが唄に影響を及ぼしていることがわかる。別の歌である“バナナズ・イズ・マイ・ビジネス”は、彼女が出演した映画のあるくだりに基づいたもので、彼女のイメージを直接的に植えつけたものであった。彼女は自身への批判に激しく動揺し、14年間もブラジルへの帰国を避けたセッション以降、彼女はブラジルに於いて二度と録音を残すことはなかった。ミランダの出演映画は、その文化的に均一な中央・南アメリカの特徴付けにおいて、ラテンアメリカの聴衆から厳しい眼差しを向けられていた。彼女の映画が中央・南アメリカで上映された際、その映画はアメリカ人の先入観でラテンアメリカ文化を描写しており、実際とはかけ離れていると強く感じられた。多くのラテン系アメリカ人は彼らの文化が誤って伝えられており、また彼らの土地の出身であるカルメン・ミランダが、彼らのことを誤って伝えていると感じた。彼女の映画『遥かなるアルゼンチン』（1940）は、猛烈な批判を浴び、アルゼンチンの評論家はアルゼンチンの文化を描写できていないと述べた。映画中の歌詞はアルゼンチンとは関係ないテーマで唄われ、厳密にはアルゼンチンではなく寧ろメキシコ、キューバおよびブラジル文化の融合であるとされた。“ブエノスアイレスでの生活を誤って描写している”ため、『遥かなるアルゼンチン』はアルゼンチンにおけるその後の上映が禁止された 。翌年の映画“ウィークエンド・イン・ハバナ”（1941）の後、同様な気運がキューバでも高まった。キューバの聴衆は、ミランダが演じるキューバ女性の描写に立腹した。映画評論家は、リオから来た人間がハバナの女性を演じることは恐らくできないと主張した。更に、彼らは“映画でのミランダの踊りはキューバのものではない”と批判した。ミランダの演技に関しても議論が湧き、単にブラジル文化とその他ラテン文化を混成させただけとされた。批評家は、他の彼女が出演した映画では、ラテンアメリカの直接的な象徴としてはブラジル文化で十分であるという仮定の下、ラテンの地を誤って伝えていると批評した。

### ピークの年
アメリカに戻ると同時に、ミランダはハリウッドで彼女の映画人としてのキャリアを積み、ブロードウェーに出演、クラブやレストランでの上演を行った。1941年、彼女はアリス・フェイ、ドン・アメチーと“ザット・ナイト・イン・リオ”で共演した。同年、彼女は“ウィークエンド・イン・ハバナ”において再度アリス・フェイとの共演を果たした。この時のミランダの収入は5,000ドル／週であった。1941年3月23日、彼女は、手・足跡をチャイニーズシアターの歩道に残した初のラテン女性の一人となった。1943年、彼女は更に有名な映画の1つ“ギャングズ・オール・ヒア”に出演した。翌年、ミランダは“フォー・ジルズ・イン・ジープ”にカメオ出演した。1945年までに、彼女は、ハリウッドの最も高給取りの芸能人およびアメリカ合衆国の女性高額納税者となり、その年200,000ドル以上（インフレ調整すると2010年に於ける220万ドル程度の価値）稼いでいた。

### 衰退
1945年の第二次世界大戦終結後、アメリカ人の大衆嗜好は変化し始め、ミュージカルは嗜好から外れていった。ミランダの“ブラジル人爆弾”イメージの目新しさがすり減ったのを、ハリウッド・スタジオの重役やプロデューサーらも感じていた。結果として、ミランダのキャリアは衰えた。彼女は1946年1月の契約終了前にフォックスの最後の映画“ドール・フェイス”（1945年）に出演した。彼女は後にユニバーサルとの契約にサインしたが、その当時、ユニバーサルは別のスタジオと合併していた。マネージメントの変化により、ミランダの映画の企画はなされることはなかった。すでに確立したイメージからの脱却を目指し、ミランダは違う役で手を広げようと試みた。1946年、彼女はフォックス映画“イフ・アイム・ラッキー”でアイルランド系アメリカ人を演じた。翌年、彼女はユナイテッド・アーティスツ映画『悩まし女王』でグルーチョ・マルクスの相手役の二役を演じた。映画はそれほどヒットせず、映画評論家とアメリカ人の大衆は、ミランダの新しいイメージを受け入れなかった。彼女の映画人としてのキャリアが揺らぎ始めたが、音楽のキャリアは失墜することなく、ナイトクラブでは人気を博していた。1948年から1950年まで、ミランダはアンドリュー・シスターズと組みデッカのシングル3枚をプロデュース、レコーディングした。最初のコラボは1945年のラジオで、ミランダはABCのアンドリュー・シスターズ・ショーにゲスト出演した。最初のシングル（“クアント・ラ・ガスタ”）は、最高の人気を得た（ベストセラー記録およびビルボード・ヒット12位）。続いて1950年に“ウェディング・サンバ”がヒットした（23位）。1948年、彼女はMGM映画『スイングの少女』でウォーレス・ビアリーおよびジェーン・パウエルの相手役として共演し、1950年再びMGMの“ナンシー・ゴーズ・トゥー・リオ”にも出演した。1953年にはパラマウント映画『底抜けびっくり仰天』で底抜けコンビと共演し、最後の映画出演をした。1953年4月の『底抜けびっくり仰天』の公開後、彼女は4ヵ月間のヨーロッパツアーに出た。1953年10月にオハイオ州でのクラブ上演中に過労で倒れた後、彼女のその後のツアーはキャンセルとなった。彼女の医師の提案の下、ミランダは休養のためブラジルに帰国した。ミランダは、1940年に受けた批評についてまだ傷心を引きずっていたままであったが、彼女の帰国が温かい歓迎で受け入れられたことに喜びを感じた。彼女は1955年4月までブラジルに留まった。やがて彼女は回復し、1955年4月4日にアメリカに戻った。

### プライベート
1947年3月17日、ミランダはアメリカ人映画プロデューサーであるデービッド・アルフレッド・セバスチャンと結婚した。1948年に妊娠したが流産となった。伝えられる所では、彼女の結婚生活は苦難に満ち、彼女の家族はセバスチャンに暴力癖があると述べた。1949年9月、二人は離婚を発表したが、後に和解している。アメリカに向かって出発する前に、そして彼女の夫に会う前に、彼女は若いMario Cunhaと美食家の Carlos da Rocha Faria 、伝統的なリオデジャネイロの家族と同じくミュージシャンのAloysio de Oliveira、「Bando da Lua」のメンバーの一人の息子との関係を持っていた。その後、それ以前からの多量の喫煙とアルコール摂取に加え、ミランダはアンフェタミンとバルビツール剤を服用し始め、それらが彼女の命に大きな打撃を与えた。

## ミランダの死
1955年4月に、カルメンはラスベガスの、そして7月に、キューバのニューフロンティアホテルで能力を発揮した。 その後、彼女は再発していた気管支の病から回復するためにロサンゼルスに戻った.。
1955年8月4日、ミランダはNBCバラエティー・シリーズ、 ジミー・デュランテ・ショーの一コマを収録していた。ジミー・デュランテによれば、ミランダは収録前に体の不調を訴えた。
デュランテはミランダの代役を要請したが彼女は拒否した。“ジャクソン、ミランダ、アンド・ゴメス”の唄と踊りを終えた後、デュランテの目の前で彼女は膝から崩れ落ちた。デュランテはこの出来事のことを後にこう語っている。“私は彼女はただ滑って転んだだけだと思った。彼女は起き上がり、息が切れると言い、彼女の台詞を私が代わりにやると言ったが、彼女は続けた。我々は11時頃に仕事を終え、彼女は大丈夫そうに見えた。” 1955年8月5日の午前4時頃、ビバリーヒルズの彼女の自宅で、2回目の致死性心臓発作がミランダを襲った。2006年の百科事典によれば、「彼女の死は公式に心臓発作として報告された、しかし46歳のスターが妊娠していて、そして子癇前症 － 高血圧と腎不全によって特徴づけられた妊娠関連の状態で死んだことは後に明らかにされた」。ミランダが出演したジミー・デュランテ・ショーは、彼女の死の二ヵ月後に放送された。エピソードのクリップは、A&E ネットワークス・バイオグラフィーのミランダのエピソードにも加えられた。

### 葬儀と埋葬
彼女の望み通り、ミランダの遺体はブラジル政府が国の哀悼期間を宣言したリオデジャネイロへ戻り埋葬された。6万人がリオ市役所での彼女の追悼儀式に参加し、50万人以上のブラジル国民が彼女の埋葬場所にエスコートすることになった そして50万以上のブラジル人が彼女の留まっている場所へ葬儀供奉員を送り届けた。。ミランダは、リオデジャネイロのサン・ジョアン・バティスタ墓地に埋葬されている。映画産業への彼女の貢献に対し、カルメン・ミランダは、6262 ハリウッド・ブールバードのハリウッド・ウォーク・オブ・フェームにて星を付与されている。1956年に、彼女の全ての所有物は1976年8月5日にリオでオープンしたカルメン・ミランダ美術館の創設のために彼女の夫と家族によって寄付された。

## イメージ
ミランダのハリウッド・イメージは、サンバ、タンゴおよびハバネラ同様、ブラジル、ポルトガル、アルゼンチンおよびメキシコの特徴を暈した独特のラテンイメージであった。それは、慎重に様式化され、異様に派手なものだった。彼女は、プラットホーム・サンダルや果実で作った塔のような頭飾り多く身につけ、“トゥッティフルッティ帽子を着けた女”として有名になった。ミランダの巨大な果実満載の帽子は、世界中で認識されているアイコンである。これらのコスチュームは、1939年にカルメン・ミランダにインスパイアされたターバンや宝石のラインナップをリリースしたサックス・フィフス・アベニューの礎にもなっている。多くのコスチュームジュエリーデザイナーがカルメン・ミランダにインスパイアされ果実宝石を製作し、今日でも高く評価され、ビンテージおよびアンティークコスチュームジュエリーコレクターによって収集されている。フルーツジュエリーは、今日のジュエリーデザインにおいても人気がある。このため、今日見られるフルーツジュエリーの多くは、今でも“カルメン・ミランダジュエリー”と呼ばれる。カルメン・ミランダの顕著な数字は今日絶えず再考される。 プラダ（Alexandre Herchcovitch）、サリナスとRosa Chá は芸術家によって自らのコレクションを作るよう奮い立たせられた者の若干である。 ミランダはドイツのカメラマン、エレン・フォン・アンワースから2009年1月と「Tutti Frutti」と呼ばれる短編映画でサンパウロ・ファッションウィークのテーマさえであった。彼女は今なお果てしないインスピレーションの源となっている。彼女のイメージは、かなり諷刺されて、女性の振る舞いの象徴とされ、今日では“カルメン・ミランダ”は女装家の間で人気がある。このスタイルは、短編漫画映画においても模倣された。ワーナーブラザーズ、アニメーション部は、特にミランダのイメージが好んだようである。アニメーターのバージル・ロスは、フルーツハットで隠れエルマー・ファドから逃れるというバッグス・バニーが演じる短編漫画スリック・ヘアでミランダのスタイルを用いた。バッグスはワッツ・クッキン・ドック？でミランダのものまねをしている。テクス・エベリーもまたMGM短編のマジカル・マエストロでミランダのスタイルを用い、あるオペラ歌手が魔術師の杖によって人やフルーツハットなどに変身させられるという描写がある。
“Carmen Miranda Administração e Licenciamentos”は、カルメン・ミランダの芸術的な地所を守り、かつ管理する責任を持つ会社である。

## 遺産

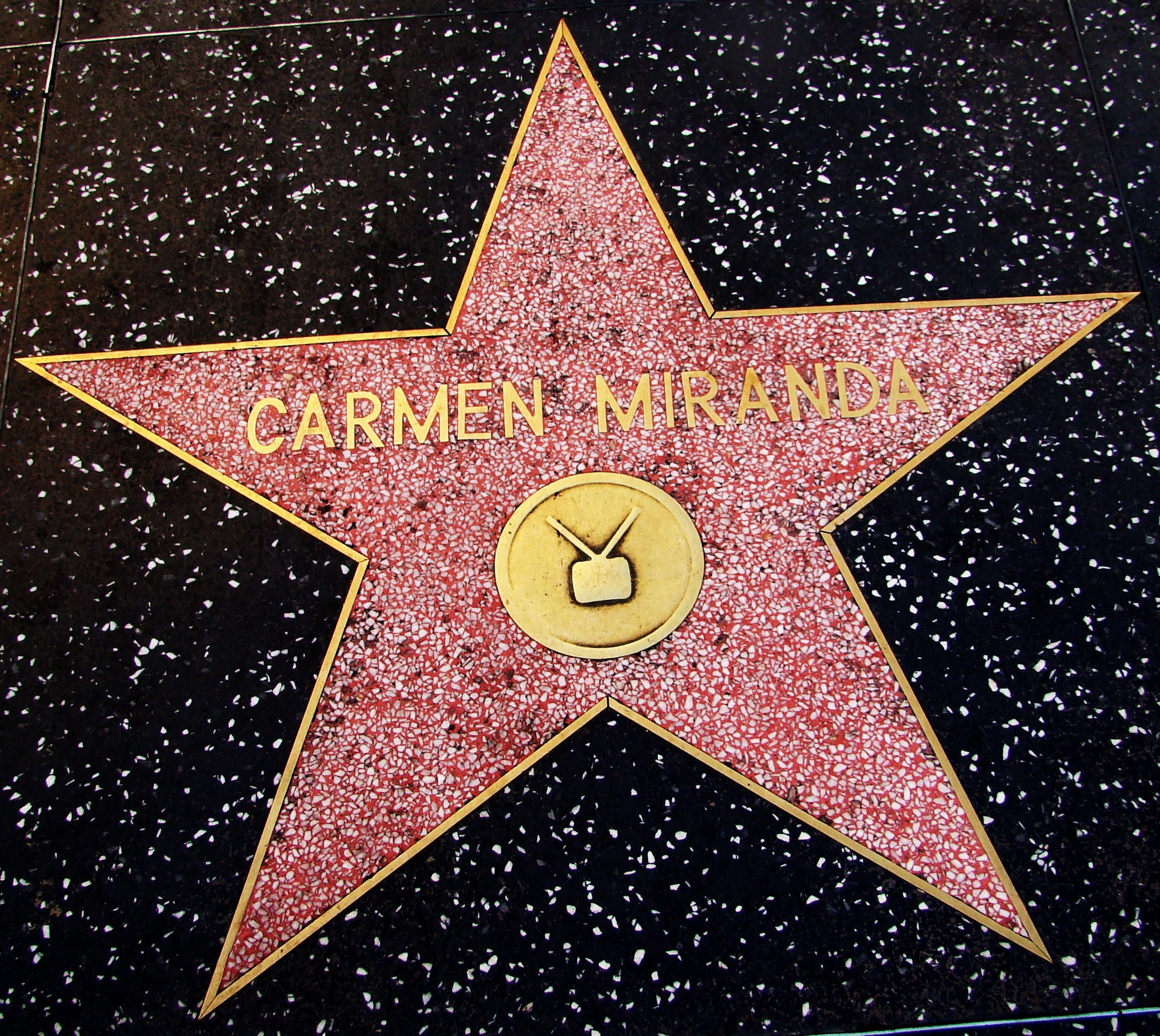
ハリウッド・ウォーク・オブ・フェーム.

1998年9月25日、ハリウッドの長年の名誉市長で、第二次世界大戦下にてミランダの友人であったジョニー・グラント主宰の式典にて、ハリウッドの広場はカルメン・ミランダスクエアと名づけられた。ブラジルのコンサル・ジェネラル・ホリオ・ガマがカルメン・ミランダのオリジナル・バンドのバンド・ダ・ルアのメンバーとして開会式に出席した。カルメン・ミランダスクエアは、ロサンゼルスに多くある広場の一つにすぎないが、歴史的芸能人にちなんで名づけられたのはこのカルメン・ミランダスクエアのみである。この広場は、チャイニーズシアターの向かいのハリウッド・ブールバードとオレンジ・ドライブの交差点に位置する。この場所は、チャイニーズシアターのコンクリートにカルメン・ミランダの足跡が残されているからだけではなく、対日戦勝記念日にハリウッド・ブールバード交差点付近で米軍慰問協会の軍人に行った即興の上演を記念したものとして、特に注目に値する。
カルメン・ミランダの博物館は、リオデジャネイロアベニダ・ルイ・バルボサのフラメンゴの近くに所在している。博物館はオリジナル・コスチュームなど、彼女の映画作品解説のクリップを展示している。ポルトガルのマルコ・デ・カナベスにもムゼウ・ムニシパル・ カルメン・ミランダと呼ばれるミランダの博物館があり、さまざまな写真や有名な帽子の1つを展示している。博物館の外にはカルメン・ミランダの像がある。

## 大衆文化

### 書籍および映画
2009年、モデルの卵たちがしのぎを削るオーディション番組「アメリカズ・ネクスト・トップ・モデル」サイクル12内において、モデル達はカルメン・ミランダを写真撮影にて体現した。
ブラジル生まれのドキュメンタリー作家ヘレナ・ソルベルグは、1995年に「カルメン・ミランダ：バナナ・イズ・マイ・ビジネス」というタイトルでミランダの生涯にまつわるドキュメンタリー映画を製作した。
また、ブラジル人作家ルイ・カストロは、カルメン・ミランダの伝記「Carmen - Uma Biografia」を書き、2005年に発表した（なお、この書籍の英語版は出版されていない）。
アメリカのコメディドラマ番組「モダン・ファミリーシーズン2」の第20話において、オーブリー・アンダーソン・エモンズ演じるリリーが、カルメン・ミランダの変装をして写真に写るシーンが登場する。
2013年1月に公開された映画『L.A. ギャング ストーリー』にて、ナイトクラブ「Slapsy Maxie's」で公演するミランダをイヴェット・タッカーが演じている。

### 音楽
ブラジルの歌手ネイ・マトグロッソのアルバム“バツクー”では、ミランダの初期のヒット曲を忠実にカバーしている。カエターノ・ヴェローゾは1992年にライブ・アルバム“サーキュラド・ビボ”で“ディゼラム・クイ・ボルテイ・アメリカナイザダ”をレコーディングした際、リオでレコーディングされた彼女の初期のサンバを歌い、トリビュートした。彼はまた、ニューヨーク・タイムズのエッセイにて、彼女のキッチュで誠実なサンバ芸術の遺産を考察した。また、ヴェローゾの人気曲の一つである“トロピカリア”にて、ヴェローゾは歌詞の最後に“万歳バンダ、 ダ、ダ、ダ....カルメン・ミランダ、ダ、ダ、ダ”と唄っている。シンガーソングライターのジミー・バフェットは、自身の1973年のアルバム“ア、ホワイト・スポーツ・コート・アンド・ア・ピンク。クラステシャン”で“ゼイ・ドン・ダンス・ライク・カルメン・ノー・モア”と題しカルメン・ミランダにトリビュートした。1970年代前半、ノベルティとして知られるダディー・デュードロップがミランダのトレードマークとなっている歌のワンフレーズ“チック・ア・ブーム”（類似点はここのみであったが）を用い米国トップ10ヒットに入った。ピンク・マルティーニは、2007年のアルバム、ヘイ・ユージン!で“テンポ・パーディド”をレコーディングした。歌手レスリー・フィッシュは宇宙ステーションが新鮮なフルーツで一杯になる“カルメン・ミランダ・ゴースト・イズ・ホーンティング・スペース・ステーション・スリー”という詩を書いた。あるSF作品集では、後にこのタイトルがつけられた。ヴェルヴェット・アンダーグラウンドのメンバーのジョン・ケイルは、自身のアルバム“ワーズ・フォー・ザ・ダイング”に“ソウル・オブ・カルメン・ミランダ”という歌を収録した。

## フィルモグラフィ
- Alô, Alô, Brasil（1935）
- Estudantes（1935）
- Alô Alô Carnaval（1936）
- Banana-da-Terra（1939）
- Laranja-da-China（1940）
- 遥かなるアルゼンチン　Down Argentine Way（1940）
- That Night in rio（1941）
- Week-End in Havana（1941）
- ロッキーの春風　Springtime in the Rockies（1942）
- バズビー・バークリーの集まれ!仲間たち The Gang's All Here（1943）
- Four Jills in a Jeep（1944）
- Greenwich Village（1944）
- Something for the Boys（1944）
- Doll Face（1945）
- If I'm Lucky（1946）
- 悩まし女王　Copacabana（1947）
- スイングの少女　A Date with Judy（1948）
- Nancy Goes to Rio（1950）
- 底抜けびっくり仰天　Scared Stiff（1953）